# Stan Rosenberg
Stanley C. Rosenberg (sinh ngày 12 tháng 10 năm 1949) là một chính khách người Mỹ từng là Chủ tịch Thượng viện Massachusetts từ tháng 1 năm 2015 đến tháng 12 năm 2017. Rosenberg được bầu vào Hạ viện Massachusetts năm 1986 và giữ vai trò đại diện cho Amherst và Pelham cho đến năm 1991 khi ông giành chiến thắng trong cuộc bầu cử đặc biệt cho ghế Thượng viện bang John Olver. Một đảng viên Dân chủ, Rosenberg đã từ chức tại Thượng viện vào ngày 4 tháng 5 năm 2018, giữa một vụ bê bối quấy rối tình dục liên quan đến chồng của ông, Bryon Hefner.

## Giáo dục
Rosenberg đầu tiên sống ở Malden và Revere trở thành một đứa con nuôi khi mới chập chững biết đi và lớn lên trong sự chăm sóc nuôi dưỡng. Ông tốt nghiệp năm 1967 của trường trung học Revere, nơi ông ở trong ban nhạc và tham gia vào nhiều câu lạc bộ và nhóm. Ông theo học Đại học Massachusetts Amherst và điều hành một chiếc xe xúc xích với tư cách là một sinh viên tự hỗ trợ và chơi tuba trong ban nhạc diễu hành. Ông tiếp tục tốt nghiệp vào năm 1977 với bằng Quản trị Nghệ thuật và Phát triển Cộng đồng.

## Cá nhân
Rosenberg hiện đang cư trú tại Amherst. Ông là một trong năm thành viên LGBT công khai của Tòa án chung Massachusetts, cùng với các Đại diện Sarah Peake (D–Provincetown), Kate Hogan (D–Stow), Denise Andrews (D–Orange) và Liz Malia (D–Jamaica Plain).
Vào tháng 1 năm 2018, đã có thông báo rằng Rosenberg và Hefner đã ly thân trong khi Hefner trải qua điều trị cho các vấn đề lạm dụng chất gây nghiện.